# Halloween nel mondo

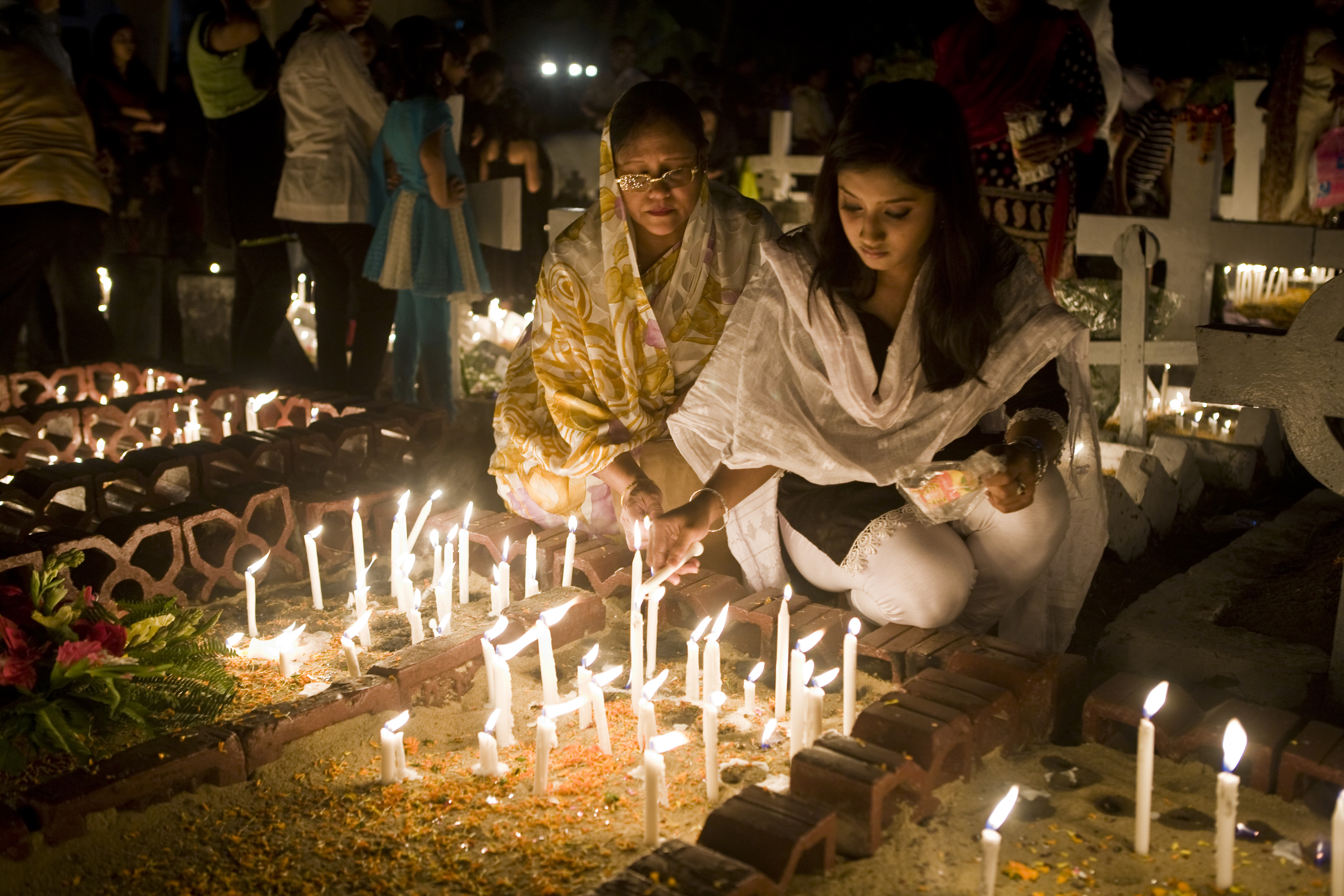
Alla vigilia di Ognissanti, i cristiani (come questi a Bangladesh) di alcune parti del mondo visitano i cimiteri per pregare e deporre fiori e candele sulle tombe dei parenti defunti.

Halloween è una celebrazione che avviene il 31 ottobre, il giorno prima della festa di Ognissanti, nota anche come il giorno di tutti i Santi. Le celebrazioni e le osservanze di questa giornata si svolgono principalmente nelle regioni del mondo occidentale, anche se alcune tradizioni variano notevolmente tra le aree geografiche.

## Origini
Halloween dà inizio al triduo di giorni che culmina con la commemorazione dei defunti. Nel Medioevo, molti cristiani credevano che la vigilia di Ognissanti fosse la "notte in cui il confine tra il mondo materiale e l'aldilà era più sottile".

## America

### Canada
In Canada, Halloween è ampiamente celebrato. La sera del 31 ottobre, i bambini si travestono con costumi di ogni tipo, divertenti e spaventosi, e vanno in strada bussando a tutte le porte e chiedendo dolcetti. Le famiglie che frequentano adornano le loro soglie con una zucca illuminata o collegano le decorazioni per indicare che i bambini sono i benvenuti. Negli ultimi anni, questa festa è cresciuta a dà vita a molte attività per grandi e piccini. La festa suscita anche un crescente entusiasmo per le realizzazioni di veri e propri addobbi horror davanti a certe case. Anche luoghi di ritrovo come ristoranti e discoteche si prestano alla festa.
L'emigrazione scozzese, principalmente in Canada prima del 1870 e successivamente negli Stati Uniti, portò la versione scozzese della festa in ogni paese. Il primo riferimento noto all'accattonaggio rituale ad Halloween nel Nord America di lingua inglese risale al 1911 quando un giornale di Kingston (Ontario) riferì che era normale che i bambini più piccoli andassero per strada a "vestirsi" ad Halloween tra le 18:00 e le 19:00, visitando negozi, e i vicini saranno ricompensati con noci e caramelle per le loro rime e canzoni. Nella Columbia Britannica è tradizione far esplodere petardi e fuochi d'artificio ad Halloween.

### Messico

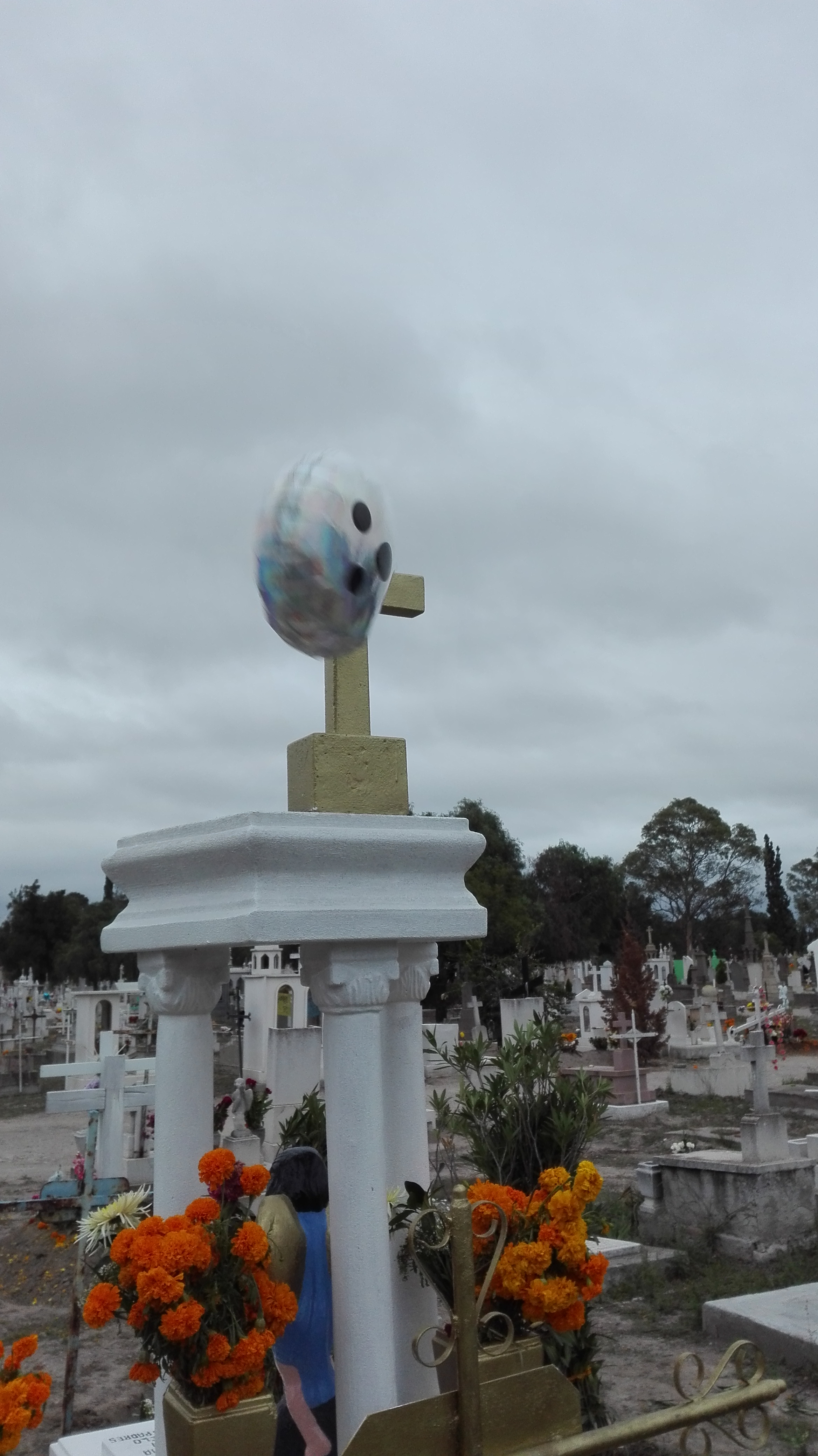
Tomba messicana nel Giorno dei morti del 2019, nello storico cimitero della città di San Luis Potosí.

Osservate in Messico e nelle comunità messicane all'estero, le celebrazioni del Giorno dei morti (Día de los Muertos in lingua spagnola) sono nate dal sincretismo delle tradizioni indigene azteche con la santità cristiana dei colonizzatori spagnoli. Decorazioni floreali, altari e caramelle fanno parte di queste festività dall'apparenza macabra. La festa è distinta da Halloween nelle sue origini e osservanze, ma i due sono diventati associati a causa dei collegamenti transfrontalieri tra il Messico e gli Stati Uniti attraverso la cultura popolare e la migrazione, poiché le due celebrazioni si svolgono nello stesso periodo dell'anno e possono comportare immagini simili, come scheletri. Halloween e Día de los Muertos si sono influenzati a vicenda in alcune aree degli Stati Uniti e del Messico, con le tradizioni di Halloween come i costumi e la pittura del viso che sono diventate caratteristiche sempre più comuni del festival messicano.
Il Giorno dei morti in Messico è dedicato alla vita, in cui il rispetto tributato ai defunti si accompagna a una forte carica di allegria e spensieratezza, in quanto mai vissuta come una triste consuetudine. La data in cui avviene è la medesima del tradizionale Halloween: tra la fine di ottobre e l'inizio di novembre.
Per via della sua importanza culturale in America centrale, il Día de los Muertos è stato dichiarato nel 2008 dall'UNESCO come uno dei patrimoni orali e immateriali dell'umanità. Tale celebrazione ha permesso al Messico di divenire una delle destinazioni preferite dal turismo internazionale, al punto che nel 2017 sono stati registrati 39 milioni di turisti secondo l'Organizzazione mondiale del turismo.

### Stati Uniti

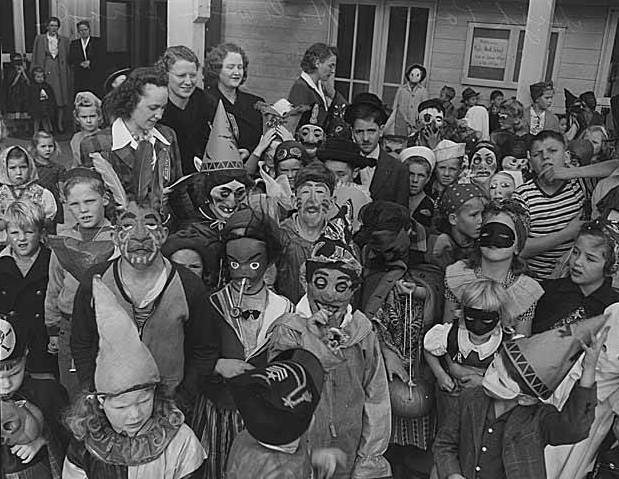
Giovani in costumi di Halloween a Seattle nel 1943.

Negli Stati Uniti d'America, Halloween non è diventata una festa fino al XIX secolo, quando la migrazione transatlantica di quasi due milioni di irlandesi in seguito alla grande carestia irlandese (1845–1849) portò la festa negli Stati Uniti.
La bibliotecaria e autrice americana Ruth Edna Kelley ha scritto il primo libro di storia della festa negli Stati Uniti, The Book of Hallowe'en (1919), e fa riferimento al souling nel capitolo "Hallowe'en in America": "Tutte le usanze di Halloween negli Stati Uniti sono prese in prestito direttamente o adattate da quelle di altri paesi. Il gusto nelle feste di Halloween ora è studiare le antiche tradizioni e organizzare una festa scozzese, usando la poesia Halloween di Robert Burns come guida. L'evento principale per i bambini dell'Halloween moderno negli Stati Uniti e in Canada è il "dolcetto o scherzetto", in cui bambini, adolescenti e i propri genitori in costume vanno di porta in porta nei loro quartieri, suonando a ogni campanello e urlando "Dolcetto o scherzetto" per sollecitare caramelle o oggetti simili in regalo. Adolescenti e adulti partecipano più frequentemente a feste in costume a tema, generalmente organizzate da amici o eventi a tema in discoteche, sia durante la stessa notte di Halloween che in un fine settimana vicino.
A cavallo del XX secolo, Halloween si era trasformata in una notte di vandalismo, con distruzione di proprietà e crudeltà verso animali e persone. Intorno al 1912, i Boy Scout, i club per ragazzi e altre organizzazioni si unirono per incoraggiare una celebrazione sicura che avrebbe posto fine alla distruzione che era diventata così comune quella notte.

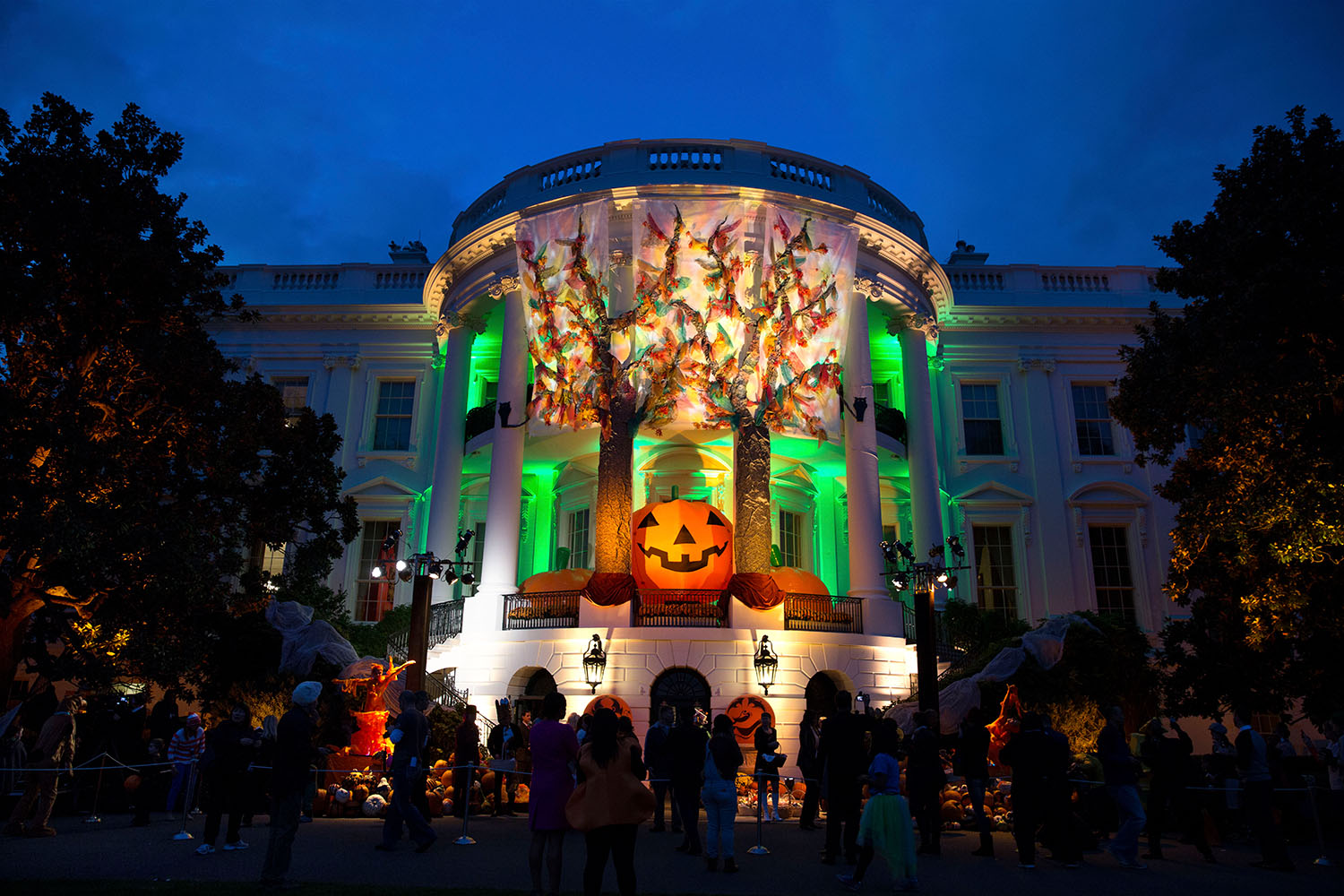
La Casa Bianca decorata per Halloween nel 2014.

La commercializzazione di Halloween negli Stati Uniti non iniziò fino al XX secolo, a cominciare forse dalle cartoline di Halloween, che furono popolari tra il 1905 e il 1915.
Ora Halloween è la seconda festa più popolare degli Stati Uniti (dopo Natale) per le decorazioni; anche la vendita di caramelle e costumi, che viene commercializzata sia per i bambini che per gli adulti, è estremamente comune durante il periodo. Secondo la National Retail Federation, i temi dei costumi di Halloween più popolari per gli adulti sono nel seguente ordine: strega, pirata, vampiro, gatto e clown. Altre attività popolari sono guardare film horror e visitare case infestate. La spesa totale per Halloween è stimata in 8,4 miliardi di dollari.

## Asia

### Cina
I cinesi celebrano la "Festa dei fantasmi affamati" a metà luglio, quando è consuetudine far galleggiare lanterne su un fiume per ricordare i morti. Al contrario, Halloween è spesso chiamato "Festa di Ognissanti" (Wànshèngjié, 萬聖節), o (meno comunemente) "Vigilia di Ognissanti" (Wànshèngyè, 萬聖夜) o "Giorno prima di Ognissanti" (Wànshèngjié Qiányè, 萬聖節前夕), derivante dal termine "All Hallows Eve" (hallow riferito alle anime dei santi santi). Le chiese cristiane cinesi tengono celebrazioni religiose. Le celebrazioni non religiose sono dominate da americani o canadesi espatriati, ma le feste in costume sono popolari anche per i giovani adulti cinesi, specialmente nelle grandi città.
La Cina continentale è stata meno influenzata dalle tradizioni anglosassoni rispetto a Hong Kong e Halloween è generalmente considerato "straniero". Poiché Halloween è diventato più popolare a livello globale, è diventato anche più popolare in Cina.

### Filippine
Il periodo dal 31 ottobre al 2 novembre è un momento per ricordare i familiari e gli amici morti. Molti filippini tornano nelle loro città natale per riunioni di famiglia di ricordo festivo.
Il "dolcetto o scherzetto" sta gradualmente sostituendo la tradizione morente di Pangangaluluwâ, un analogo locale dell'antica usanza inglese del souling. Le persone nelle province osservano ancora Pangangaluluwâ andando in gruppi in ogni casa e offrendo una canzone in cambio di denaro o cibo. I partecipanti, di solito bambini, cantavano canti sulle anime del purgatorio, con gli abúloy (elemosina per i morti) usati per pagare le messe per queste anime. Insieme all'elemosina richiesta, i capifamiglia a volte davano ai bambini suman (torte di riso).
Poiché l'osservazione delle tradizioni natalizie nelle Filippine inizia già a settembre, è uno spettacolo comune vedere le decorazioni di Halloween accanto alle decorazioni natalizie negli ambienti urbani.

### Giappone

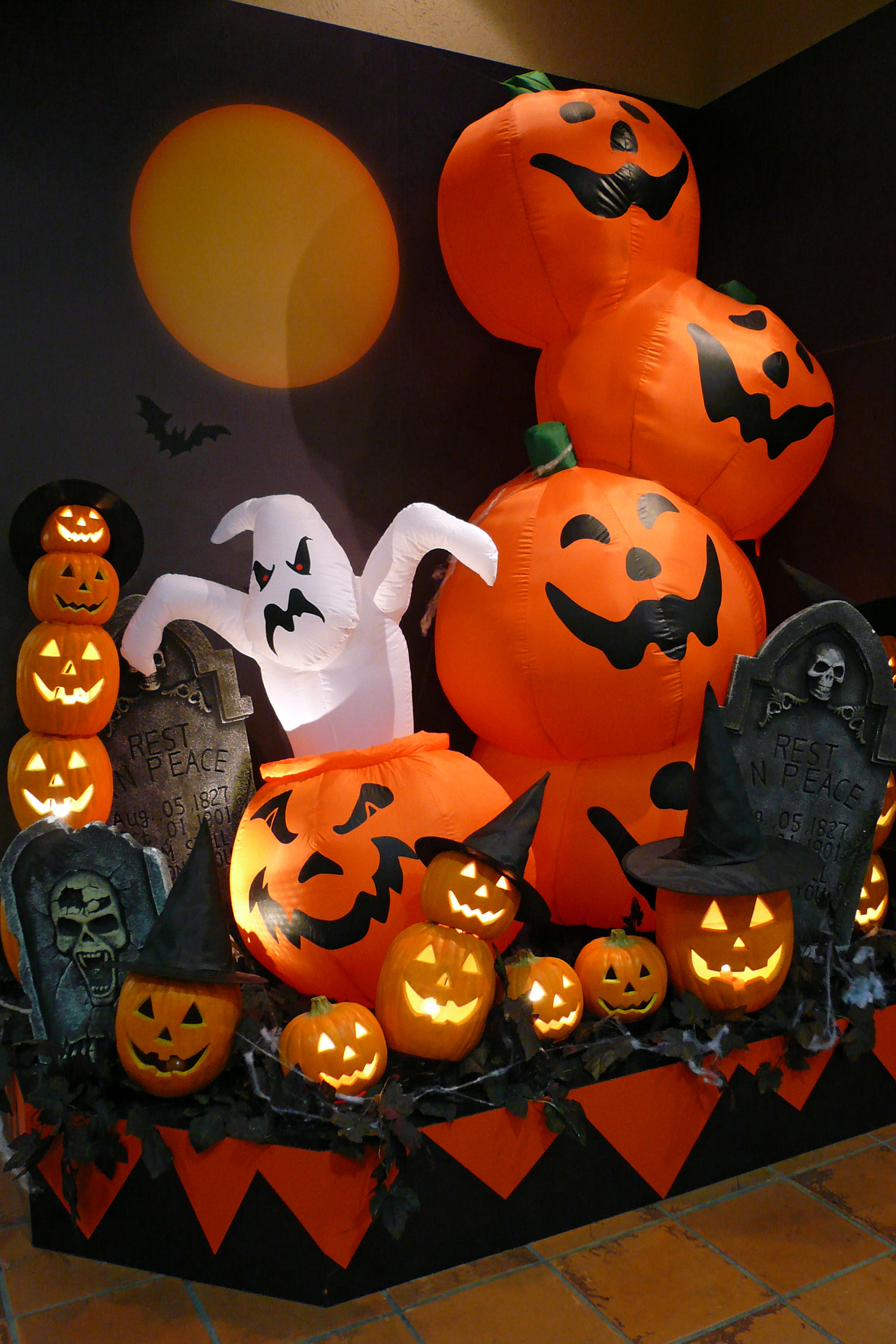
Esposizione di Halloween a Kōbe, in Giappone.

Halloween è arrivato in Giappone principalmente come risultato della cultura popolare americana. Fino al 2009, Halloween non è stato apprezzato dalle masse e celebrato solo dagli espatriati.
Indossare costumi elaborati da parte dei giovani di notte è recentemente popolare in zone come Amerikamura a Osaka e Shibuya a Tokyo, dove, nell'ottobre 2012, circa 1700 persone si sono travestite in costume per partecipare alla festa di Halloween. Questa festa è diventata popolare tra gli adolescenti come festa in costume ed evento di club.
Il "dolcetto o scherzetto" per i bambini giapponesi ha preso piede in alcune aree. La yakuza approfittò della festa ospitando feste e regalando merende e dolci ai bambini, una tradizione che risale almeno a 20 anni fa.

### Taiwan
Tradizionalmente, i taiwanesi celebrano il "Festival Zhong Yuan Pudu", dove gli spiriti che non sono sopravvissuti a nessun membro della famiglia che gli rende omaggio, possono vagare per la Terra durante il settimo mese lunare. È conosciuto come il mese fantasma. Mentre alcuni hanno paragonato il festival ad Halloween, non ha relazioni e il significato generale è diverso. Negli ultimi anni, principalmente a causa della cultura pop americana, Halloween si sta diffondendo sempre più tra i giovani taiwanesi.

## Europa

### Francia
Halloween è entrato in vigore in Francia alla fine degli anni '90.
In alcune regioni le feste tradizionali sono più vicine ad Halloween, come la festa di Sant'Andrea di novembre.

### Germania
Halloween non era generalmente osservato in Germania prima degli anni '90, ma è diventato sempre più popolare. È stato associato all'influenza della cultura degli Stati Uniti e il "dolcetto o scherzetto" (in tedesco "Süßes sonst gibt's Saures") si è verificato in varie città tedesche, specialmente in aree come il quartiere di Dahlem a Berlino, che era parte della zona americana durante la guerra fredda. Oggi, Halloween in Germania porta 200 milioni di euro all'anno, attraverso più settori. Oggi Halloween è celebrato sia da bambini che da adulti.

### Grecia
In Grecia, Halloween è un giorno lavorativo e non è stato celebrato molto fino a quando l'interesse non ha iniziato ad aumentare nei primi anni 2000. Sebbene il Carnevale sia più popolare tra i greci, Halloween è ora considerata la quarta festa più popolare del paese dopo Natale, Pasqua e Carnevale. Anche bar, discoteche e parchi a tema organizzano feste di Halloween. Il suo aumento di popolarità è stato attribuito all'influenza della cultura occidentale.
Poiché è un giorno lavorativo, Halloween non viene celebrato il 31 ottobre a meno che la data non cada in un fine settimana, nel qual caso viene celebrato durante l'ultimo fine settimana prima di Ognissanti. "Dolcetto o scherzetto" non è molto popolare perché attività simili sono già intraprese durante il Carnevale. L'aumento della popolarità di Halloween in Grecia ha portato ad un aumento della sua popolarità nei paesi vicini come Albania, Bulgaria, Macedonia del Nord e Cipro.

### Irlanda

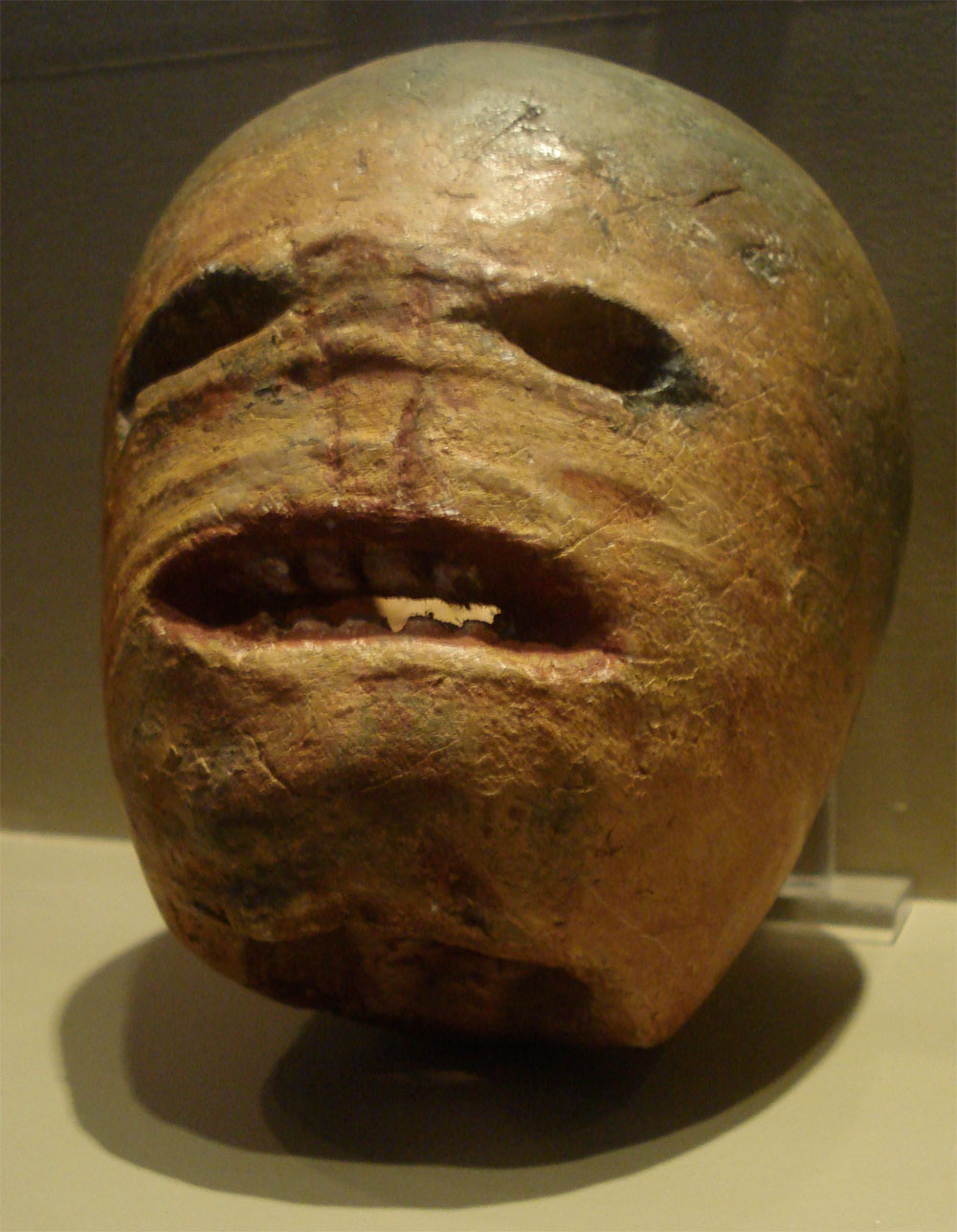
Un calco in gesso di una tradizionale rapa irlandese (rutabaga) in forma di jack-o'-lantern di circa inizio del XX secolo.

Il paese in cui è nato il Samhain, il capodanno celtico, che ha dato origine al moderno Halloween. In Irlanda, Halloween è una festa molto popolare, conosciuta come il gaelico Oíche Shamhna (letteralmente notte di tarda estate), ed è stata celebrata per secoli.
Nella notte di Halloween, bambini e adulti si travestono da creature malvagie (fantasmi, streghe, goblin), si accendono falò e si accendono fuochi d'artificio in tutto il paese; Derry, nell'Irlanda del Nord, ospita la più grande festa di Halloween organizzata sull'isola, sotto forma di carnevale di strada e fuochi d'artificio.
Si praticano spesso giochi con la frutta, come mele, arachidi e noci. Un altro gioco comune consiste nel mangiare a mani libere una mela appesa a un filo attaccato al soffitto. Il colcannon è tradizionalmente servito per questa festa. Giochi di divinazione si svolgono anche ad Halloween.
Il 31 ottobre il "dolcetto o scherzetto" è popolare tra i bambini e le feste e gli eventi di Halloween sono all'ordine del giorno.
Un’usanza di lunga data di Halloween è quella di cuocere e mangiare il barmbrack, un dolce farcito che può contenere oggetti come un anello, un piccolo straccio e una moneta, aggiunti come portafortuna per chi li trova all'interno.

### Italia
In Italia il giorno di Ognissanti è un giorno festivo.
In Sicilia, secondo la tradizione, nella notte tra l’uno e il due di novembre, i morti tornano a fare visita ai cari ancora in vita. I bambini si svegliavano la mattina di Ognissanti per trovare piccoli doni dai loro antenati defunti. . Halloween sta guadagnando popolarità e prevede feste in costume per giovani adulti.
I bambini sardi in passato usavano girovagare per le abitazioni chiedendo is panixeddas, anche detto is animeddas o is paschisceddas, un obolo di pane, dolci o frutta. La sera di Ognissanti inoltre i sagrestani delle chiese di Nuoro con un campanello e delle bisacce picchiavano quasi a ogni porta del paese, chiedendo il mortu mortu, e venivano loro dati i papassinos, pane, frutta secca, mandorle e noci.

### Polonia
In Polonia, Ognissanti è una festa tradizionale. Ai credenti veniva insegnato a pregare ad alta voce mentre camminavano attraverso i cimiteri e deporre fiori sulle tombe, in modo che le anime dei morti trovassero conforto.

### Regno Unito

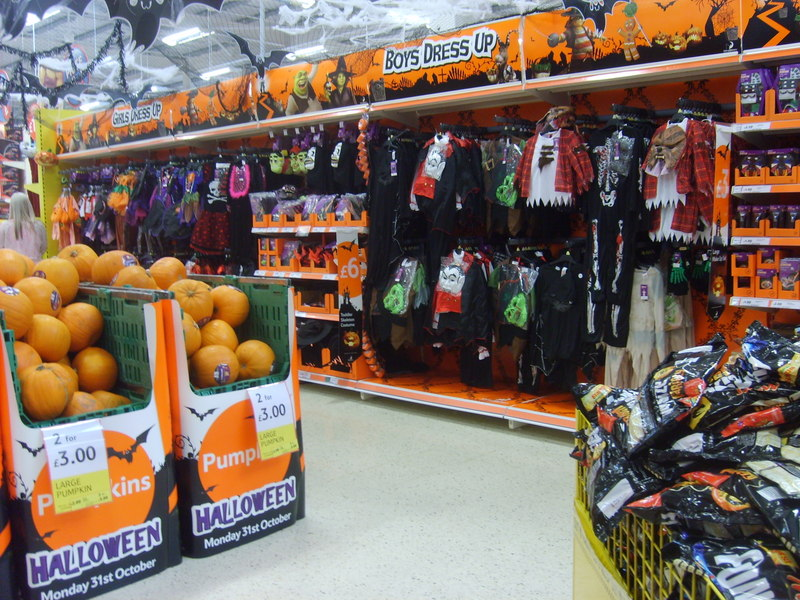
Prodotti Halloween in un negozio Tesco.

In passato, alla vigilia dei defunti le famiglie stavano alzate fino a tardi e si mangiavano torte dell'anima. Allo scoccare della mezzanotte, c'era un silenzio solenne tra le famiglie, che avevano candele accese in ogni stanza per guidare le anime a tornare a visitare le loro case terrene e un bicchiere di vino sulla tavola per rinfrescarle. La tradizione di regalare torte dell'anima originaria della Gran Bretagna e dell'Irlanda era conosciuta come souling, spesso vista come l'origine del "dolcetto o scherzetto" moderno nel Nord America, e il souling continuò in alcune parti dell'Inghilterra fino agli anni '30, con i bambini che andavano di casa alla porta cantando canzoni e pregando per i morti in cambio di dolci o denaro.
"Dolcetto o scherzetto" e altre celebrazioni di Halloween sono estremamente popolari, con negozi decorati con streghe e zucche e giovani che partecipano a feste in costume.

### Scozia
La Scozia, avendo una lingua e una cultura gaelica comuni con l'Irlanda, celebra da secoli la festa di Samhain. Halloween, noto in gaelico scozzese come Oidhche Shamhna, consiste principalmente in bambini vestiti (spesso da streghe o fantasmi) che vanno di porta in porta e offrono vari intrattenimenti. Se la performance è apprezzata, i bambini vengono premiati con dolci, frutta o qualche soldo. Il folklore, incluso quello di Halloween, è incentrato sulla credenza nelle fate. I bambini si travestono e portano una candela Neepy, una faccia malvagia scolpita in una rutabaga scavata e illuminata internamente per spaventare le fate malvagie. Un gioco popolare per bambini durante questa sera è quando una mela deve essere catturata da una vasca d'acqua usando solo la bocca. Un altro gioco consiste nel cercare di mangiare, con gli occhi bendati, un pane ricoperto di melassa appeso al soffitto con uno spago.

### Spagna
In Spagna, le celebrazioni prevedono il consumo di castanyes (castagne arrostite), panellets (speciali palline di mandorle ricoperte di pinoli), moniatos (patate dolci arrosto o al forno), torta Ossos de Sant e frutta conservata (frutta candita o glassata). Il Moscatell (Moscat) si beve dai porron. Intorno al periodo di questa celebrazione, è comune che i venditori ambulanti vendano castagne calde abbrustolite avvolte in carta di giornale. In molte località i pasticceri organizzano spesso lotterie di castagne e frutta conservata.
La tradizione di mangiare questi cibi deriva dal fatto che durante la notte di Ognissanti, alla vigilia del giorno dei morti nella tradizione cristiana, i campanari suonavano le campane in commemorazione dei defunti fino al mattino presto. Amici e parenti aiuterebbero in questo compito e tutti mangerebbero questi cibi per il sostentamento.

### Svezia
Alla vigilia di Ognissanti, numerosi fedeli assistono a una messa da requiem ogni anno nella cattedrale di Uppsala, parte della Chiesa luterana di Svezia.
Per tutto il periodo di Allhallowtide, a partire da All Hallow's Eve, le famiglie svedesi visitano i cimiteri e adornano le tombe dei membri della loro famiglia con candele accese e ghirlande modellate con rami di pino.
Tra i bambini, la pratica di vestirsi in costume e raccogliere caramelle ha guadagnato popolarità a partire dal 2005 circa. Le tradizioni americane di Halloween sono state tuttavia accolte con scetticismo tra le generazioni più anziane, in parte a causa del conflitto con le tradizioni svedesi di All Hallow's Eve e in parte a causa del loro mercantilismo.

### Svizzera
In Svizzera, Halloween, dopo essere diventato popolare per la prima volta nel 1999, è in declino ed è più popolare tra i giovani adulti che partecipano alle feste. La Svizzera ha già un "sovraccarico di feste" e anche se gli svizzeri amano vestirsi per ogni occasione, preferiscono un elemento tradizionale.

## Oceania

### Australia

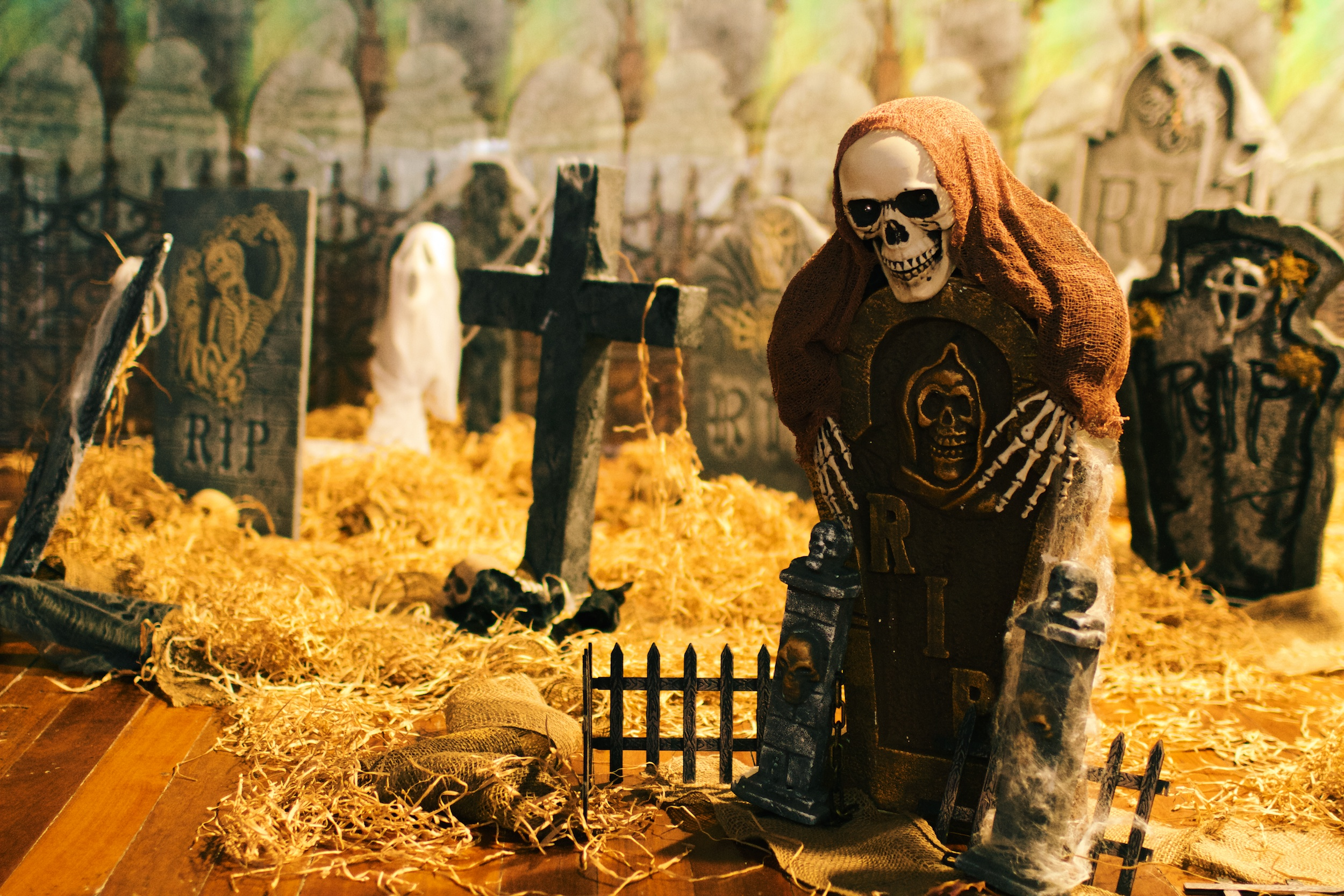
Esposizione di Halloween a Sidney, Australia.

Sebbene non facciano tradizionalmente parte della cultura australiana, le celebrazioni non religiose di Halloween modellate sulle festività nordamericane stanno diventando sempre più popolari in Australia. Le critiche derivano in gran parte dal fatto che Halloween ha poca rilevanza per la cultura australiana. È anche considerato, da alcuni australiani, un'influenza americana indesiderata; poiché sebbene Halloween abbia origini celtiche / europee, la sua crescente popolarità in Australia è in gran parte il risultato dell'influenza della cultura popolare americana. I sostenitori dell'evento affermano che i critici non riescono a vedere che l'evento non è del tutto americano, ma piuttosto celtico e non è diverso dall'abbracciare altre tradizioni culturali come il giorno di San Patrizio.

### Nuova Zelanda
In Nuova Zelanda, come nella vicina Australia, Halloween non viene celebrato nella stessa misura del Nord America, anche se negli ultimi anni le celebrazioni non religiose hanno ottenuto una certa popolarità soprattutto tra i bambini piccoli.